# オブジャ
オブジャ （Objat、オック語:Ajac）は、フランス、ヌーヴェル＝アキテーヌ地域圏、コレーズ県のコミューン。

## 地理

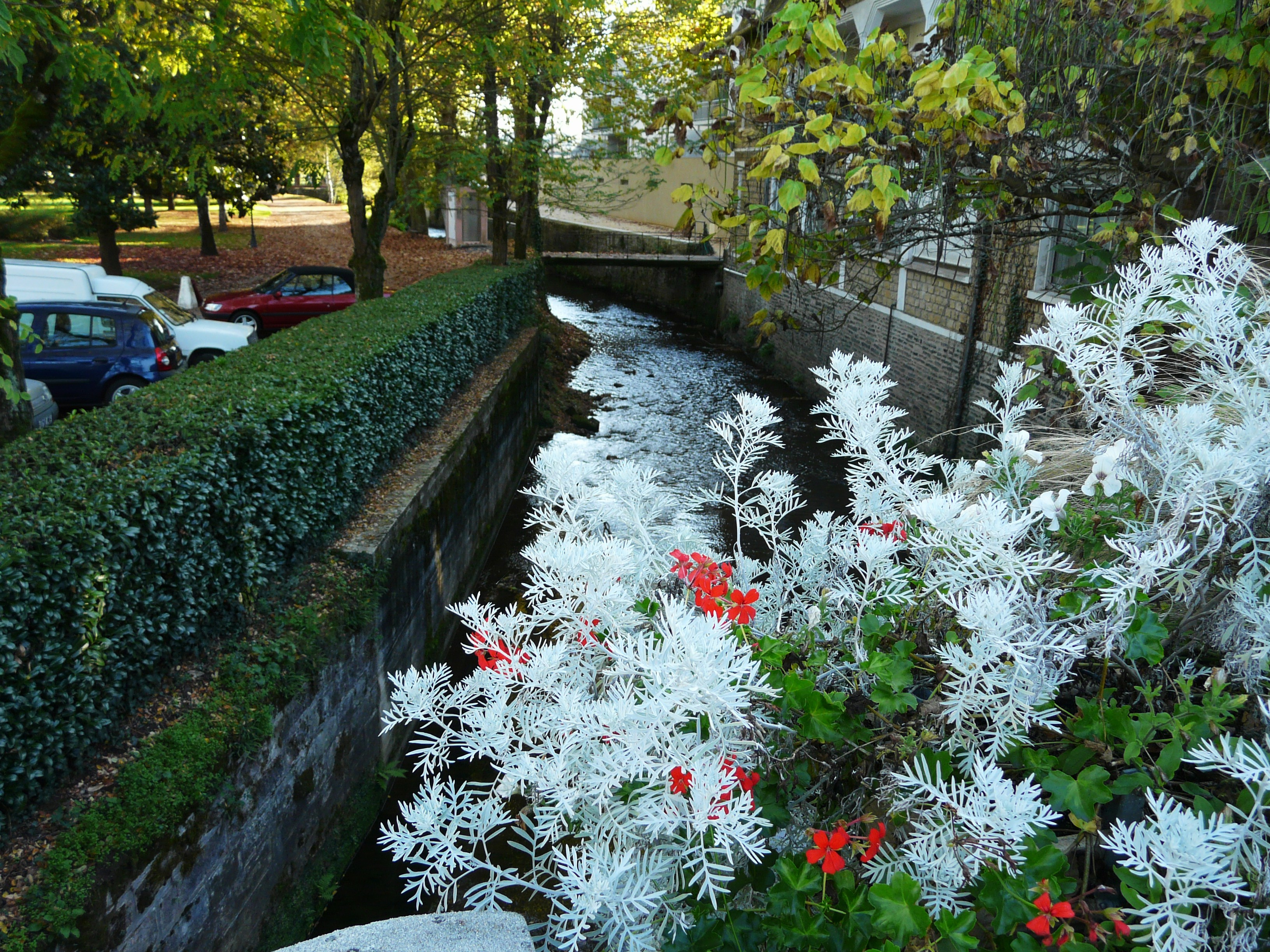
中心部を流れるロワル川

ブリーヴ＝ラ＝ガイヤルドの北西15kmのところにある。ロワル川谷の中にオブジャはあり、川は町の中心部を流れている。コミューンの南から西にかけての境界はロワル川とロゼクス、西はメイヌ川である。

## 人口統計
| 1962年 | 1968年 | 1975年 | 1982年 | 1990年 | 1999年 | 2006年 | 2011年 |
| ------ | ------ | ------ | ------ | ------ | ------ | ------ | ------ |
| 2455   | 2701   | 3077   | 3211   | 3163   | 3372   | 3400   | 3582   |

参照元:1999年までEHESS、2004年以降INSEE

## 姉妹都市
- ハイルスブロン、ドイツ